# Michel Lotito
Michel Dominique Lotito (Villard-Bonnot, 16 giugno 1950 – Grenoble, 17 aprile 2006) è stato uno showman francese, famoso per consumare deliberatamente oggetti non commestibili. Divenne noto come Monsieur Mangetout (Sig. Mangia-Tutto).

## Biografia

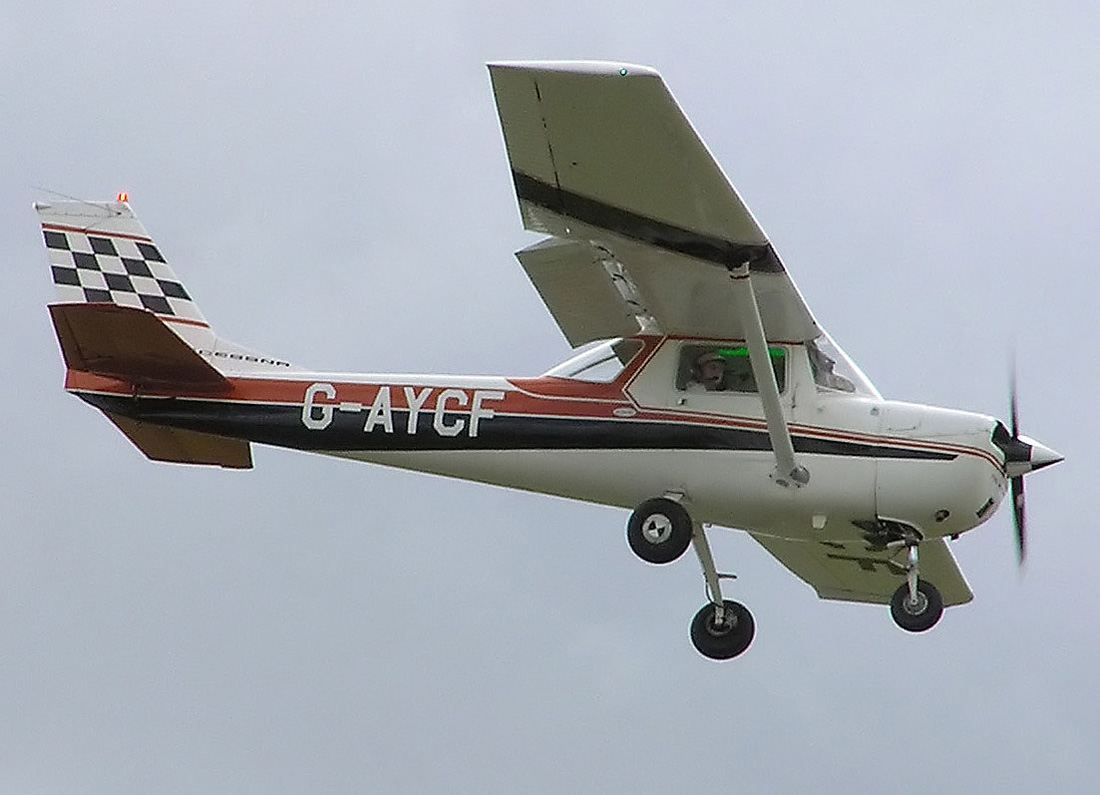
Un Cessna 150, uno degli oggetti più famosi che Lotito mangiò nel corso della sua vita.

Michel Lotito iniziò a mangiare materiale insolito da adolescente, a circa 16 anni, e si è esibito pubblicamente a partire dal 1966. Aveva un disturbo alimentare noto come picacismo, che è un disturbo psicologico caratterizzato da un appetito di sostanze che sono in gran parte non nutritive. I medici hanno stabilito che Lotito aveva anche uno spesso rivestimento nello stomaco e nell'intestino che gli permetteva di consumare metallo affilato senza subire lesioni. Lotito aveva anche succhi digestivi insolitamente potenti, il che significava che poteva digerire i materiali insoliti. Tuttavia, voleva anche dire che i cibi morbidi, come le banane e le uova sode, lo facevano ammalare.
Le performance di Lotito riguardavano il consumo di metallo, vetro, gomma e altri materiali. Ha smontato, tagliato e consumato oggetti come biciclette, carrelli della spesa, televisori e un Cessna 150, tra gli altri. Impiegò circa due anni per "mangiare" il Cessna 150, dal 1978 al 1980.
Si accorse per la prima volta della sua abilità quando un bicchiere da cui stava bevendo si ruppe ed iniziò a masticarne i frammenti.
Lotito ha affermato di non subire effetti negativi dal suo consumo di sostanze tipicamente considerate velenose. Durante le performance ingeriva circa 1 chilogrammo (2,2 libbre) di materiale al giorno, facendolo precedere da olio minerale e bevendo notevoli quantità di acqua durante il pasto. Si stima che tra il 1959 e il 1997 Lotito "avesse mangiato quasi nove tonnellate di metallo".
Il metodo di Lotito per mangiare tutto questo metallo era di romperlo in piccoli pezzi prima di tentare di mangiarlo. Beveva poi olio minerale e continuava a bere acqua mentre ingoiava i pezzi di metallo. Questo agiva come un lubrificante per aiutare il metallo a scivolare nella sua gola. Lotito non ha mai avuto problemi a "espellere" gli alimenti della sua insolita dieta.
Muore il 17 aprile 2006 all'età di 55 anni. È sepolto nel cimitero di Saint Roch a Grenoble.

## Premi
Lotito detiene il record per la "dieta più strana" nel Guinness dei primati. Gli è stata assegnata una targa in ottone dagli editori per commemorare le sue capacità, anch'essa da lui mangiata.

## Elenco di oggetti insoliti mangiati
- 18 biciclette
- 15 carrelli della spesa
- 7 televisori
- 6 lampadari
- 2 letti
- 1 paio di sci
- 1 computer
- 1 aereo leggero Cessna 150
- 1 letto ad acqua
- 500 metri (1 600 piedi) di catena in acciaio
- 1 bara (con maniglie)
- 1 targa premio Guinness

## Riferimenti nella cultura di massa
Lotito appare come personaggio minore nel romanzo L'uomo che mangiò il 747 di Ben Sherwood.